# لخانیاس
لخانیاس (انگلیسی: Lejanías) نام شهری در کشور کلمبیا است.